# Olsenbandens siste bedrifter
Olsenbandens siste bedrifter er en norsk film fra 1975. Den havde premiere den 7. august 1975 og er instrueret af Knut Andersen.

## Handling
Efter en "hyggelig" ferietur til Mallorca, kommer Egon ud af fængsel, men sætter sig i en anden bil, uden at hilse på Kjell, Benny og Basse som står med flag og det hele for at ønske ham velkommen ud. Det hele drejer sig om Bedford-diamanterne, som ligger indelåst i et Franz Jäger-pengeskab i Schweiz. Men det hele er bare en fælde, og da Egon kommer tilbage til Benny og Kjell, har han en ny plan, som skal tage hævn.

## Medvirkende
| Rolle                                    | Skuespiller        |
| ---------------------------------------- | ------------------ |
| Egon Olsen                               | Arve Opsahl        |
| Kjell Jensen                             | Carsten Byhring    |
| Benny Fransen                            | Sverre Holm        |
| Valborg Jensen                           | Aud Schønemann     |
| Basse Jensen                             | Pål Johannessen    |
| Johan Morgan Rockefeller Holm-Hansen Jr. | Rolf Søder         |
| Kriminalbetjent Hermansen                | Sverre Wilberg     |
| Konstabel Blom                           | Oddbjørn Hesjevoll |
| Grise-Hansen                             | Jan Pande-Rolfsen  |
| Oliesheiken                              | Lasse Tomter       |
| Ziegelhofer                              | Freddy Koch        |
| Biffen                                   | Torgils Moe        |
| Gymnastiklærer på politiskolen           | Even Kirkenær      |
| Vagt på politiskolen                     | Rolf Sand          |
| Vagt på Østbanestasjonen                 | Knut Hultgren      |
| Vaktmann med hund                        | Dan Fosse          |
| Buschauffør                              | Jon Berle          |
| Motorcykelpoliti                         | Eyolf Soot Kløvig  |
| Forelsket kvinde                         | Bjørg Byhring      |